# Liège-Bastogne-Liège 1990
La 76e édition de Liège-Bastogne-Liège a eu lieu le 15 avril 1990 et a été remportée par le Belge Eric Van Lancker.
La course disputée sur un parcours de 256 kilomètres est l'une des manches de la Coupe du monde de cyclisme sur route 1990.

## Classement
| #  | Coureur              | Équipe                   |    | Temps           |
| -- | -------------------- | ------------------------ | -- | --------------- |
| 1  | Eric Van Lancker     | Panasonic-Sportlife      | en | 7 h 10 min 00 s |
| 2  | Jean-Claude Leclercq | Helvetia-Fichtel & Sachs | +  | 34 s            |
| 3  | Steven Rooks         | Panasonic-Sportlife      |    | 34 s            |
| 4  | Rudy Dhaenens        | PDM-Concorde             |    | 1 min 16 s      |
| 5  | Luc Roosen           | Histor-Sigma             |    | 1 min 16 s      |
| 6  | Moreno Argentin      | Ariostea                 |    | 1 min 20 s      |
| 7  | Gianni Bugno         | Chateau d'Ax             |    | 1 min 20 s      |
| 8  | Gert-Jan Theunisse   | Panasonic-Sportlife      |    | 1 min 20 s      |
| 9  | Martin Earley        | PDM-Concorde             |    | 1 min 20 s      |
| 10 | Atle Kvålsvoll       | Z                        |    | 1 min 20 s      |